# 다케오카촌
다케오카촌(竹岡村)은 지바현 기미쓰군에 설치되었던 촌이다. 현재의 훗쓰시 남부에 해당한다.

## 역사
15세기 후반, 이 지역을 다스리던 사토야 씨(가미소타케다 씨)는 도쿄만에 접한 해발 약 100m의 산에 조카이성을 쌓았다. 아와국에 속했으며, 사토미 가문이 이 지역을 다스렸으나
1590년에, 도요토미 히데요시에 의해 사토미 가문은 아와국을 제외하고 영지를 몰수당하여, 조카이성(造海城)은 폐성이 되었다. 
- 1889년 4월 1일 - 정촌제 시행에 의해 아마하군 다케오카촌이 성립하였다.
- 1897년 4월 1일 - 아마하군이 통합에 의해 기미쓰군이 되었다.
- 1955년 3월 31일 - 미나토정, 가나야촌, 덴진야마촌과 합병해, 덴진야마정이 신설되어, 동일 다케오카촌은 폐지되었다.

## 교통

### 철도
- 일본국유철도 (→ 동일본 여객철도)
  - 가사라즈선

### 도로
- 국도 제127호선